# 라운드어바웃
라운드어바웃(Roundabout)은 대한민국의 3인조 혼성 그룹이다.

## 멤버

### 남주희
- 2010년에 시크로 데뷔
- 소울사이어티, 시크 보컬
- 스타 오디션 위대한 탄생 3 (2012) - Top 12

### 황진철(진철)
- 2014년 데뷔
- 스타 오디션 위대한 탄생 3 (2012) - Top 8

### 허준서
- 2018년 데뷔

## 음반
- 《눈물로 하는 말》 (2018)
- 《봄 타나 봐》 (2019)
- 《비가와》 (2019)
- 《없어》 (2019)
- 《헤어진 것 뿐인데》 (2020)